# Aponogeton capuronii
Aponogeton capuronii är en enhjärtbladig växtart som beskrevs av H.Bruggen. Aponogeton capuronii ingår i släktet Aponogeton och familjen Aponogetonaceae. Inga underarter finns listade.